# 约翰·哈尔门贝里
约翰·哈尔门贝里（瑞典語：Johan Harmenberg，1954年9月8日—），瑞典男子击剑运动员。他曾获得1980年夏季奥运会击剑比赛男子重剑个人金牌，他也参加了团体比赛，结果获得第五名。